# Mutisia
Mutisia L.f., 1782 è un genere di piante angiosperme dicotiledoni della famiglia delle Asteraceae, endemico del Sud America.

## Etimologia
Il nome del genere è un omaggio al botanico spagnolo José Celestino Mutis (1732-1808).

## Descrizione

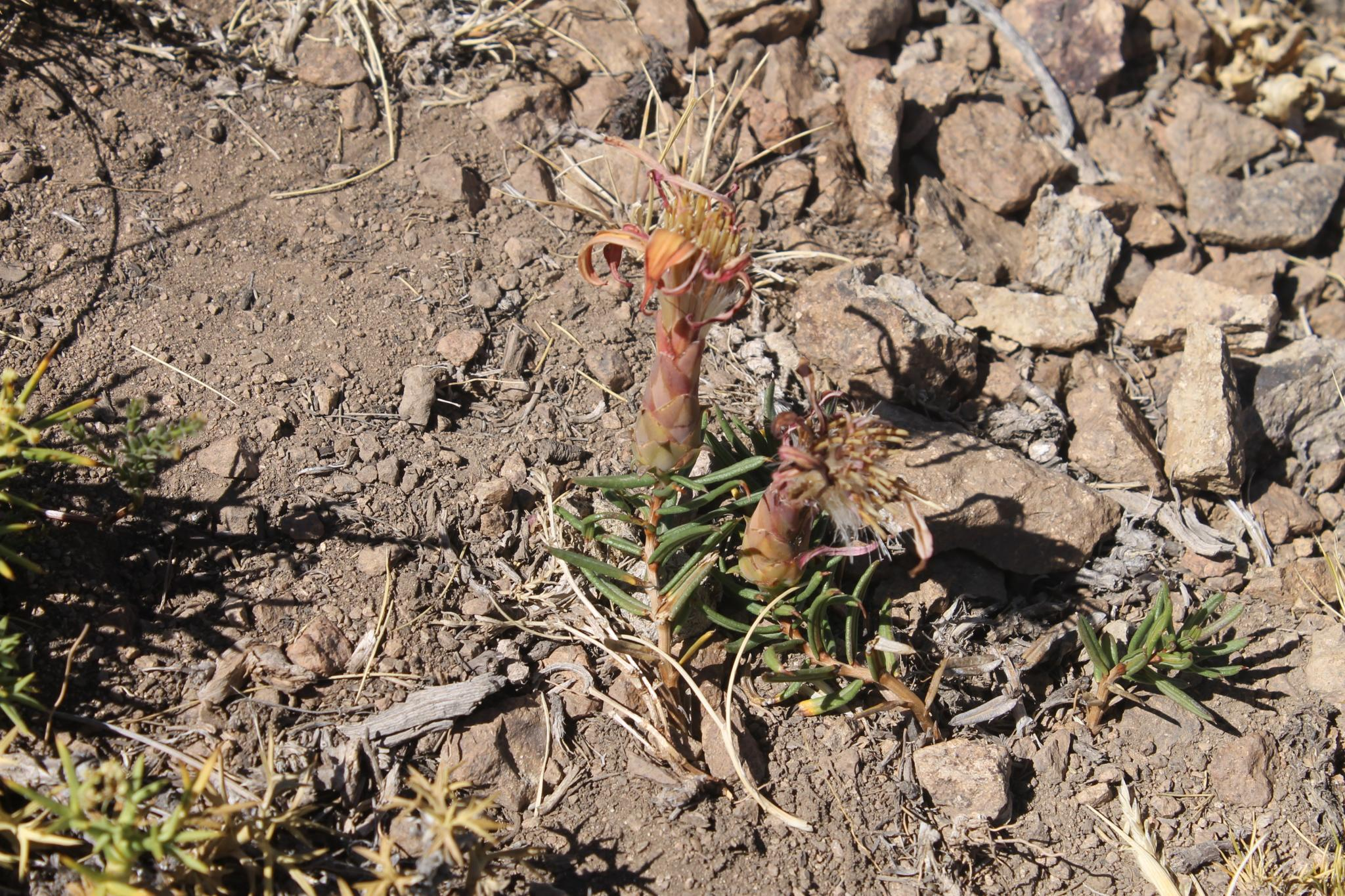
Il portamento
Mutisia acerosa

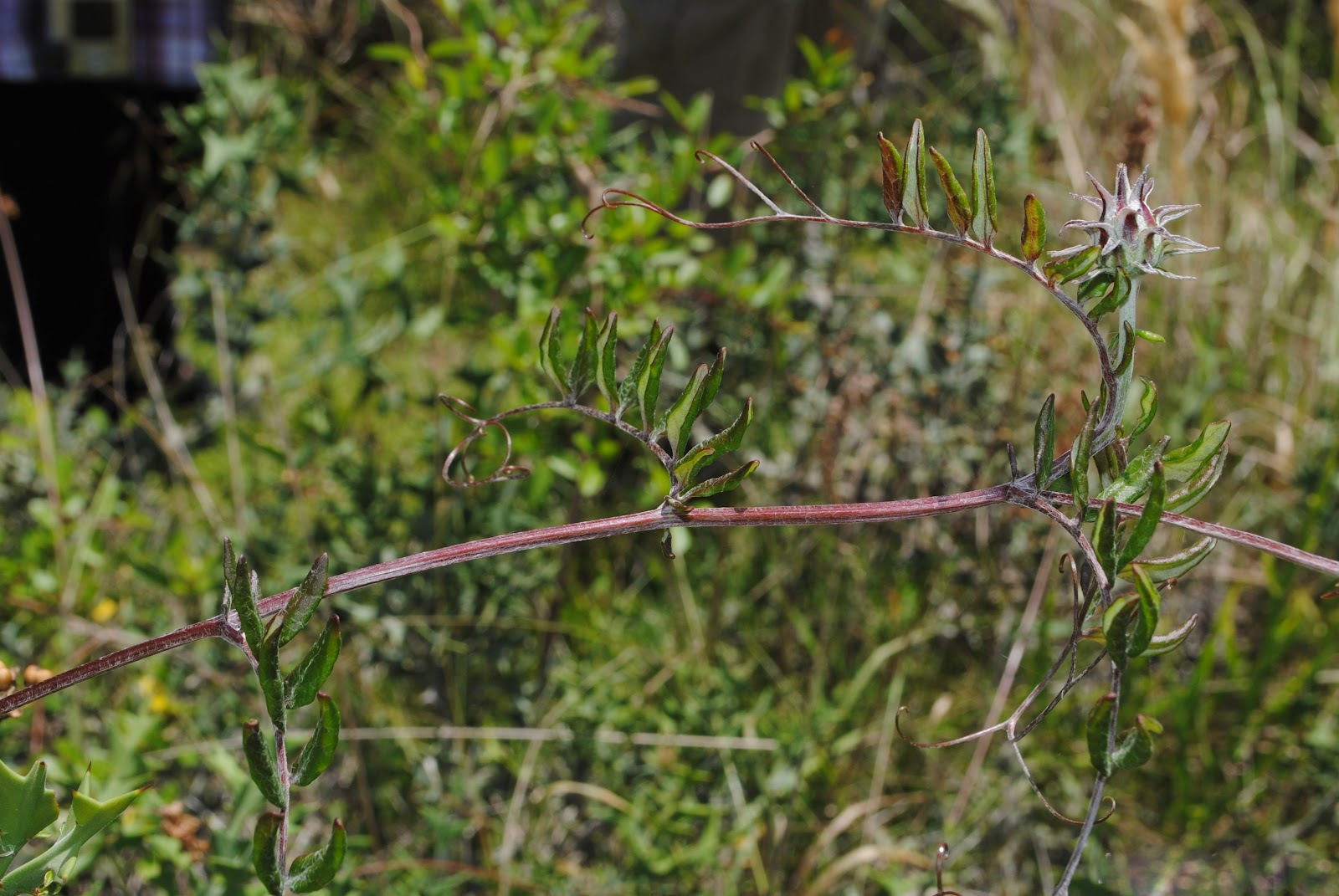
Le foglie
Mutisia coccinea

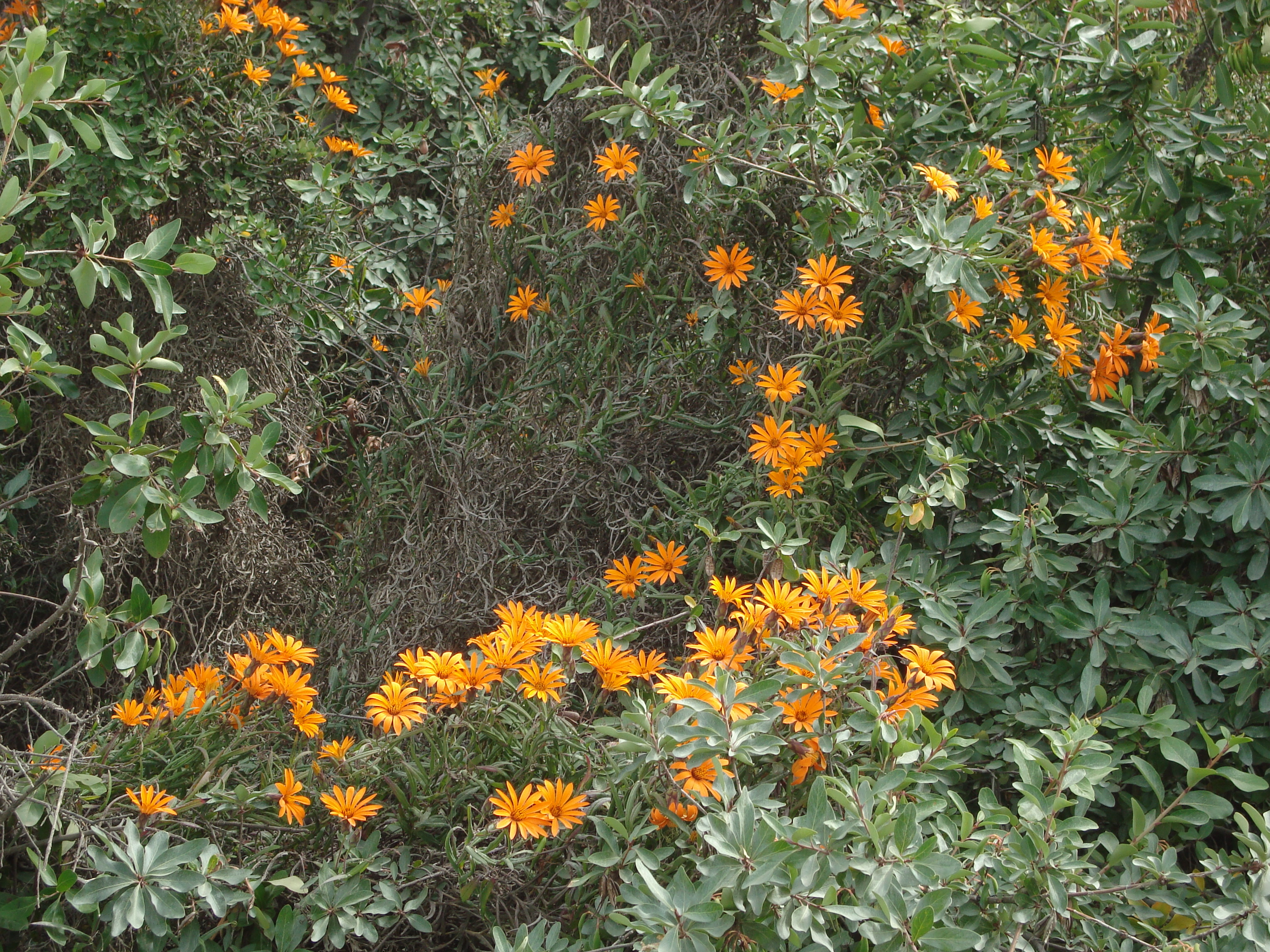
Infiorescenza
Mutisia decurrens

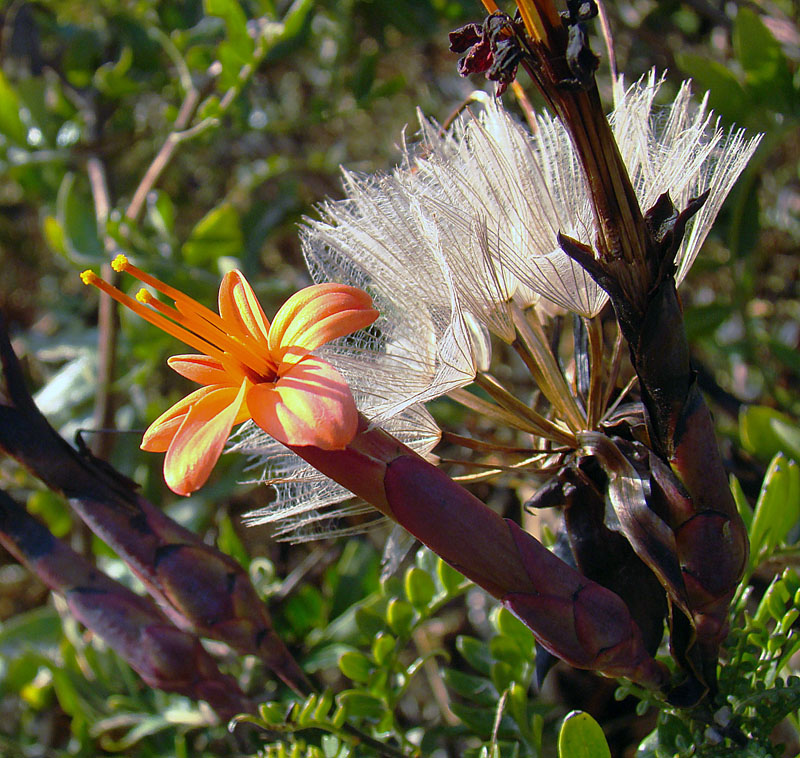
I fiori
Mutisia acuminata

Le specie di questa voce sono piante perenni con portamenti erbacei o subarbustivi o (meno spesso) rampicanti.
In genere sono presenti sia foglie basali che cauline. Le foglie lungo il caule sono disposte in modo alternato. Quelle basali spesso formano delle rosette (disposizione rosulata). La forma delle lamine è subulata o strettamente lanceolata o ovata con contorno intero o dentato. L'apice può terminare in un viticcio. Raramente sono profondamente pennatosette o sparsamente lobate o profondamente partite.
Le infiorescenze sono composte da capolini terminali solitari (da piccoli a grandi). I capolini sono formati da un involucro a forma breve o lungamente cilindrica oppure campanulata composto da brattee (o squame) all'interno delle quali un ricettacolo fa da base ai fiori di due tipi (più o meno): tubulosi e ligulati. Le brattee, simili a foglie, disposte su più serie in modo embricato sono di vario tipo e consistenza. Il ricettacolo a forma piatta o convessa, è nudo (senza pagliette).
I fiori (omomorfici o eteromorfici) sia quelli tubulosi che ligulati sono tetra-ciclici (ossia sono presenti 4 verticilli: calice – corolla – androceo – gineceo) e pentameri (ogni verticillo ha 5 elementi). I fiori sono ermafroditi, actinomorfi o zigomorfi e fertili. I fiori del raggio (quelli periferici), se presenti, sono femminili e disposti in modo più o meno uniseriale con corolla subligulata. I fiori del disco (quelli centrali) hanno corolle bilabiate e sono ermafroditi.
- Formula fiorale:

*/x K {\displaystyle \infty }, [C (5), A (5)], G 2 (infero), achenio
- Calice: i sepali del calice sono ridotti ad una coroncina di squame.
- Corolla: la corolla è formata da un tubo terminante in modo bilabiato. Il labbro esterno dei fiori del raggio (quelli periferici) può essere lungo, corto a tre denti; quello interno ha due corti lineari lobi (talvolta fortemente ridotti). Le corolle bilabiate dei fiori del disco hanno il labbro esterno a tre denti e quello interno con due lineari, lunghi lobi (raramente possono essere subligulate). I colori sono: giallo, arancio, rosa, porpora o bianco.
- Androceo: gli stami sono 5 con filamenti liberi, glabri o papillosi e distinti, mentre le antere sono saldate in un manicotto (o tubo) circondante lo stilo. Le antere (quelle dei fiori del disco) in genere hanno una forma sagittata con base lungamente caudata (arrotondata o acuta). Le antere dei fiori del raggio sono rudimentali o presenti solamente come filamenti. Il polline normalmente è tricolporato a forma sferica (può essere microechinato).
- Gineceo: lo stilo è filiforme; gli stigmi dello stilo sono due poco divergenti, papillosi e corti; possono essere anche connati. La base dello stilo è priva del caratteristico nodo; eventualmente può essere allargata. L'ovario è infero uniloculare formato da 2 carpelli. L'ovulo è unico e anatropo.

I frutti sono degli acheni con pappo. La forma dell'achenio in genere è fusiforme con alcune indistinte coste longitudinali. Il pericarpo può essere di tipo parenchimatico, altrimenti è indurito (lignificato) radialmente; la superficie è setolosa o glabra. Il carpopodium è assente, oppure ha delle forme anulari. Il pappo, formato da una serie di setole piumose o barbate, decidue o persistenti, è direttamente inserito nel pericarpo o connato in un anello parenchimatico posto sulla parte apicale dell'achenio. Il pappo è più lungo della corolla.

## Biologia
- Impollinazione: l'impollinazione avviene tramite insetti (impollinazione entomogama tramite farfalle diurne e notturne).
- Riproduzione: la fecondazione avviene fondamentalmente tramite l'impollinazione dei fiori (vedi sopra).
- Dispersione: i semi (gli acheni) cadendo a terra sono successivamente dispersi soprattutto da insetti tipo formiche (disseminazione mirmecoria). In questo tipo di piante avviene anche un altro tipo di dispersione: zoocoria. Infatti gli uncini delle brattee dell'involucro si agganciano ai peli degli animali di passaggio disperdendo così anche su lunghe distanze i semi della pianta.

## Distribuzione e habitat
La maggiore concentrazione di specie si ha nella regione andina, dalla Colombia settentrionale al Cile meridionale e all'Argentina; un'ulteriore area di distribuzione è rappresentata dal Brasile meridionale e dalle adiacenti regioni di Paraguay e Uruguay e Argentina nord-orientale.
Le varie specie occupano habitat estremamente diversificati, dal livello del mare sino a oltre 4000 m di altitudine.

## Tassonomia
La famiglia di appartenenza di questa voce (Asteraceae o Compositae, nomen conservandum) probabilmente originaria del Sud America, è la più numerosa del mondo vegetale, comprende oltre 23.000 specie distribuite su 1.535 generi, oppure 22.750 specie e 1.530 generi secondo altre fonti (una delle checklist più aggiornata elenca fino a 1.679 generi). La famiglia attualmente (2021) è divisa in 16 sottofamiglie.

### Filogenesi
La sottofamiglia Mutisioideae, nell'ambito delle Asteraceae occupa una posizione "basale" (si è evoluta precocemente rispetto al resto della famiglia) ed è molto vicina alla sottofamiglia Stifftioideae. La tribù Mutisieae con la tribù Nassauvieae formano due "gruppi fratelli" ed entrambe rappresentano il "core" della sottofamiglia.
Il genere Mutisia è descritto all'interno della tribù Mutisieae (sottotribù Mutisiinae), raggruppamento che la classificazione tradizionale collocava all'interno della sottofamiglia Cichorioideae e che la moderna classificazione filogenetica ha ricollocato, ridisegnandone i confini, all'interno della sottofamiglia Mutisioideae.
All'interno della sottotribù questo genere insieme al genere Pachylaena forma probabilmente un "gruppo fratello". Le possibili date relative alla divergenza di questo gruppo variano da 17 a 15 milioni di anni fa.
I caratteri distintivi per le specie di questo genere sono:
- il portamento può essere arbustivo;
- le foglie sono semplici o pennate;
- la corolla è bilabiata, subbilabiata o ligulata;
- i rami dello stilo sono papillosi.

All'interno del genere sono state individuate 6 sezioni, tra le quali: sect. Guariruma, sect. Holophyllum, sect. Isantha, sect. Mutisia, sect. Fruticosa e sect. Ovata.
Il numero cromosomico delle specie di questo genere è: 2n = 26, 46, 48 e 52.

### Elenco specie
Il genere comprende le seguenti 65 specie:
- Mutisia acerosa Poepp. ex Less.
- Mutisia acuminata Ruiz & Pav.
- Mutisia alata Hieron.
- Mutisia andersonii Sodiro ex Hieron.
- Mutisia araucana Phil.
- Mutisia arequipensis Cabrera
- Mutisia brachyantha Phil.
- Mutisia burkartii Cabrera
- Mutisia campanulata Less.
- Mutisia cana Poepp. & Endl.
- Mutisia castellanosii Cabrera
- Mutisia clematis L.f.
- Mutisia coccinea A.St.-Hil.
- Mutisia cochabambensis Hieron.
- Mutisia comptoniifolia Rusby
- Mutisia decurrens Cav.
- Mutisia discoidea Harling
- Mutisia friesiana Cabrera
- Mutisia glabrata Cuatrec.
- Mutisia grandiflora Humb. & Bonpl.
- Mutisia hamata Reiche
- Mutisia hastata Cav.
- Mutisia hieronymi Sodiro ex Cabrera
- Mutisia homoeantha Wedd.
- Mutisia ilicifolia Cav.
- Mutisia intermedia Hieron.
- Mutisia involucrata Phil.
- Mutisia kurtzii R.E.Fr.
- Mutisia lanata Ruiz & Pav.
- Mutisia lanigera Wedd.
- Mutisia latifolia D.Don
- Mutisia ledifolia Decne. ex Wedd.
- Mutisia lehmannii Hieron.
- Mutisia linearifolia Cav.
- Mutisia linifolia Hook.
- Mutisia lutzii G.M.Barroso
- Mutisia macrophylla Phil.
- Mutisia magnifica C.Ulloa & P.Jørg.
- Mutisia mandoniana Wedd. ex Cabrera
- Mutisia mathewsii Hook. & Arn.
- Mutisia microcephala Sodiro ex Cabrera
- Mutisia microneura Cuatrec.
- Mutisia microphylla Willd. ex DC.
- Mutisia ochroleuca Cuatrec.
- Mutisia oligodon Poepp. & Endl.
- Mutisia orbignyana Wedd.
- Mutisia pulcherrima Muschl.
- Mutisia rauhii  Ferreyra
- Mutisia retrorsa  Cav.
- Mutisia rimbachii  Sodiro ex S.K.Harris
- Mutisia rosea Poepp. ex Less.
- Mutisia saltensis Cabrera
- Mutisia sinuata Cav.
- Mutisia sodiroi Hieron.
- Mutisia speciosa Aiton ex Hook.
- Mutisia spectabilis Phil.
- Mutisia spinosa Ruiz & Pav.
- Mutisia splendens Renjifo
- Mutisia stuebelii Hieron.
- Mutisia subspinosa Cav.
- Mutisia subulata Ruiz & Pav.
- Mutisia tridens Poepp. ex Less.
- Mutisia venusta S.F.Blake
- Mutisia vicia J. Koster
- Mutisia wurdackii Cabrera